# Processo a Werner Rohde e altri

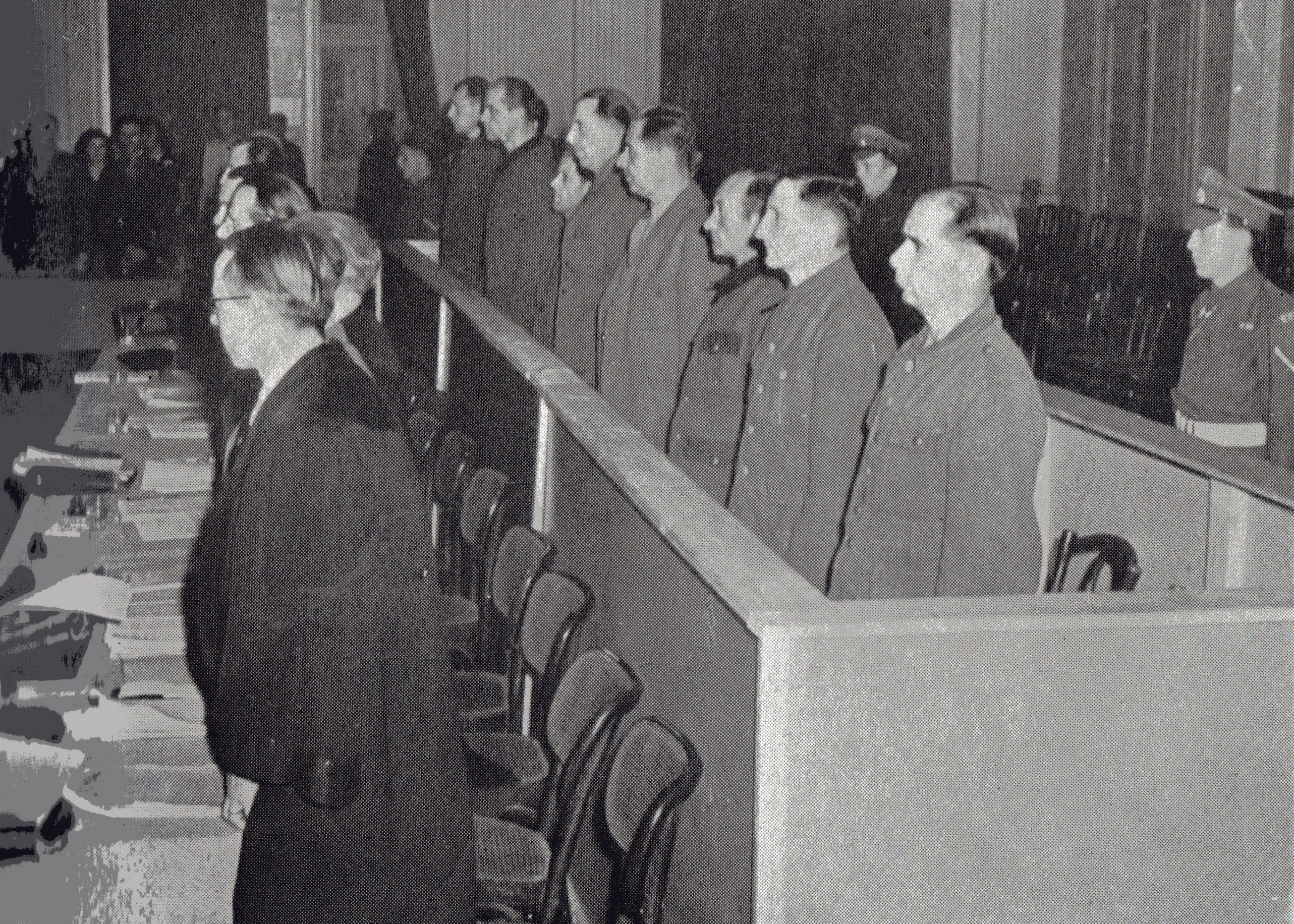
Gli imputati durante il processo: nella seconda fila da destra Zeuss, Straub, Meier, Wochner, Hartjenstein, Berg, Rohde, Bruttel e Aus dem Bruch

Il processo a Werner Rohde (ufficialmente Trial of Werner Rohde and Eight Others) fu il processo contro diversi membri del regime nazista accusati dell'uccisione senza processo di alcuni agenti britannici. Si tenne in Germania, a Wuppertal, dal 29 maggio al 1º giugno 1946, nessuno degli accusati è stato condannato a morte e alcuni hanno ricevuto anche condanne brevi: in alcuni casi le condanne non sono state scontate perché confermate dalle autorità francesi dopo il processo.

## Descrizione del procedimento
Il 1º giugno 1946, nove membri del personale del campo di concentramento di Natzweiler-Struthof furono accusati dell'omicidio di quattro donne britanniche. Wolfgang Zeuss, Magnus Wochner, Emil Meier, Peter Straub, Fritz Hartjenstein, Franz Berg, Werner Rohde, Emil Bruttel e Kurt Aus Dem Bruch furono tutti processati e condannati per l'uccisione delle donne britanniche inviate dallo Special Operations Executive (SOE) ad aiutare gli ufficiali nello stabilire le comunicazioni tra la Resistenza in Francia e Londra. Le vittime furono Andrée Borrel, Sonia Olschanezky, Vera Leigh e Diana Rowden. Due donne fecero parte dell'Aeronautica ausiliaria femminile mentre le altre due fecero parte del First Aid Nursing Yeomanry: il regime nazista le considerò tutte spie alleate e per questo motivo furono imprigionate nel campo di Natzweiler, furono uccise senza processo mediante iniezione letale e poi cremate.
Ai sensi dell'articolo 29 della Convenzione dell'Aia del 1907, le donne non erano considerabili spie a motivo della loro capacità di ottenere apertamente informazioni per comunicare con il proprio esercito. Inoltre, al momento della cattura da parte delle SS, non indossavano travestimenti. L'articolo 30 della Convenzione stabilisce che nessuna spia può essere punita fino al termine del processo.
Il maggiore Bill Barkworth della SAS e Vera Atkins della SOE furono i responsabili dell'accusa.

## Le accuse contro gli imputati
Tutti gli accusati furono funzionari del campo di Natzweiler, tranne Franz Berg, che fu imprigionato nel campo e lavorò al forno del crematorio.
- Horst Kopkow: fu il capo del controspionaggio e fu responsabile di tutti gli agenti SOE catturati in Francia, Kopkow non fu mai processato perché al momento delle indagini non era ancora stato catturato. Fu catturato nel 1946, e messo sotto custodia britannica; si pensò che fosse morto di polmonite. Nel 1948, gli Alleati si resero conto che invece fu inviato per aiutare nelle operazioni di controspionaggio contro i sovietici durante la Guerra Fredda.
- Fritz Hartjenstein: fu il comandante di Natzweiler, affermò di non essere presente nel campo al momento delle esecuzioni ed affermò anche di non avere idea che fossero state somministrate delle iniezioni letali. In effetti riuscì a provare che fu ad una festa nel campo lo stesso giorno degli omicidi. Fu condannato all'ergastolo e poi nuovamente processato per l'impiccagione di un pilota sempre a Natzweiler. Fu condannato a morte per fucilazione e poi estradato in Francia per un altro processo per l'omicidio di massa di alcuni prigionieri. Fu nuovamente condannato a morte anche per questa accusa, ed in seguito la condanna fu commutata nell'ergastolo.[1] Hartjenstein morì di infarto nel 1954.
- Werner Rohde: fu un ufficiale medico nel campo di Natzweiler ed ammise che gli fu ordinato dall'agente Otto dell'esecuzione di una delle donne. L'ufficiale Otto risultò non essere un funzionario del campo mentre emersero anche altre prove che Rohde fosse a conoscenza del fatto che le quattro donne britanniche non ricevettero un reale processo prima delle esecuzioni. L'agente Otto non poté mai essere veramente perseguito data la notizia del suo suicidio al termine della guerra. Insieme a Rohde, fu presente alle esecuzioni il dottor Heinrich Plaza. Il dottor Plaza non fu mai catturato, nel 1954 fu condannato a morte in contumacia in Francia, ma continuò ad esercitare la professione di medico ad Altötting. Heinrich Plaza morì nel 1968, mentre al contrario, Rohde fu condannato a morte ed impiccato l'11 ottobre 1946 a Hameln.
- Peter Straub: fu l'ufficiale delle SS al comando delle esecuzioni. Secondo una testimonianza, Straub si sarebbe ubriacato la notte delle esecuzioni a una festa organizzata per la partenza del dottor Plaza. Straub fu noto per essersi vantato delle iniezioni ad altri prigionieri nel campo, fu condannato a 13 anni di carcere, fatto che fu ritenuto anomalo considerati tutti gli altri crimini di guerra di cui fu accusato. In seguito fu dichiarato colpevole al processo Natzweiler a Wuppertal e giustiziato l'11 ottobre 1946.[1]
- Franz Berg: fu un prigioniero del campo, al lavoro nel forno crematorio. Berg fu un criminale riconosciuto di 22 crimini. Affermò di non aver mai saputo che qualcuno venisse cremato e che fosse chiuso in cella quando vennero somministrate le iniezioni letali. Dichiarò inoltre che un compagno di prigionia gli disse cosa stava succedendo mentre avvenivano gli omicidi. La sua argomentazione difensiva fu basata sulla tesi che Straub gli fece accendere i forni perché era il comandante. Berg fu condannato a morte e giustiziato l'11 ottobre 1946.[1]
- Magnus Wochner: fu il capo politico del campo di Natzweiler, direttamente agli ordini della polizia di Berlino. Dichiarò che le quattro donne britanniche furono inviate nel suo ufficio e gli fu riferito dalla polizia della loro esecuzione: per questo motivo li allontanò, pensando che il caso non lo riguardasse, e negando di essere a conoscenza degli omicidi fino allo svolgimento del processo. Un testimone dichiarò che Straub, a capo del crematorio, non poté ordinare alcuna esecuzione senza il permesso di Wochner. Wochner fu condannato a dieci anni di carcere. In seguito fu inviato in Francia per essere processato, ma fu rilasciato.[1]
- Emil Bruttel: fu un ufficiale di primo soccorso al campo di Natzweiler a cui fu ordinato di portare le iniezioni letali da usare sul luogo degli omicidi. Non fu presente nella stanza al momento degli omicidi, ma ammise di aver sentito delle frasi come "quattro donne spie", "non possiamo sfuggire agli ordini" ed "esecuzione"; al contrario non ammise di essere a conoscenza delle esecuzioni quando gli fu dato l'ordine di portare le iniezioni letali. Bruttel fu condannato a quattro anni di carcere. Una volta consegnato alla custodia francese, anche lui fu rilasciato.
- Aus dem Bruch ed Emil Meier: furono dichiarate non colpevoli per insufficienza di prove.
- Wolfgang Zeuss fu dichiarato non colpevole perché non era presente alle esecuzioni e gli altri testimoni accusati sostennero questa sua affermazione.